# IC 3617
IC 3617 est une petite galaxie irrégulière magellanique située dans la constellation de la Vierge. Sa vitesse par rapport au fond diffus cosmologique est de 2 407 ± 23 km/s, ce qui correspond à une distance de Hubble de 35,50 ± 2,51 Mpc (∼116 millions d'al). Elle a été découverte par l'astronome allemand Arnold Schwassmann en 1899.
La classe de luminosité de IC 3617 est V-VI et elle présente une large raie HI. Elle renferme également des régions d'hydrogène ionisé.
À ce jour, une dizaine de mesures non basées sur le décalage vers le rouge (redshift) donnent une distance de 15,456 ± 2,920 Mpc (∼50,4 millions d'al), ce qui est loin à l'extérieur des valeurs de la distance de Hubble. Comme toutes les autres galaxies du groupe de NGC 4535, la distance non basée sur le décalage est sans doute plus près de la réalité. Notons que c'est avec la valeur moyenne des mesures indépendantes, lorsqu'elles existent, que la base de données NASA/IPAC calcule le diamètre d'une galaxie.

## Distance des galaxies du groupe de NGC 4535
Les distances non basées sur le décalage de toutes les galaxies du groupe de NGC 4535 sont nettement inférieures aux distances de Hubble. La distance moyenne de Hubble pour ces galaxies est de 32,4 Mpc et celle des mesures indépendantes est de 17,8 Mpc. Puisque la distance de Hubble est trop élevée par rapport à la distance réelle de ces galaxies, on doit conclure qu'elles se dirigent vers le centre de l'amas de la Vierge en direction opposée de la Voie lactée attirées par la gravité de celui-ci.

## Groupe de NGC 4535, de M60 et l'amas de la Vierge
Selon A.M. Garcia, IC 3617 est membre du groupe de NGC 4535. Ce groupe de galaxies comprend au moins 14 membres. Les autres galaxies du groupe sont NGC 4482, NGC 4492, NGC 4532, NGC 4535, NGC 4570, NGC 4598, NGC 4612, NGC 4623, IC 3591, UGC 7739, UGC 7802, MCG 1-32-11 et VCC 1804.
D'autre part, seules les galaxies du catalogue NGC de ce groupe apparaissent dans une liste de 227 galaxies d'un article publié par Abraham Mahtessian en 1998. Cette liste comporte plus de 200 galaxies du New General Catalogue et une quinzaine de galaxies de l'Index Catalogue. On retrouve dans cette liste 11 galaxies du Catalogue de Messier, soit M49, M58, M60, M61, M84, M85, M87, M88, M91, M99 et M100.
Toutes les galaxies de la liste de Mahtessian ne constituent pas réellement un groupe de galaxies. Ce sont plutôt plusieurs groupes de galaxies qui font tous partie d'un amas galactique, l'amas de la Vierge. Pour éviter la confusion avec l'amas de la Vierge, on peut donner le nom de groupe de M60 à cet ensemble de galaxies, car c'est l'une des plus brillantes de la liste. L'amas de la Vierge est en effet beaucoup plus vaste et compterait environ 1300 galaxies, et possiblement plus de 2000, situées au cœur du superamas de la Vierge, dont fait partie le Groupe local,.
De nombreuses galaxies de la liste de Mahtessian se retrouvent dans dix groupes décrits dans l'article d'A.M. Garcia, soit le groupe de NGC 4123 (7 galaxies), le groupe de NGC 4235 (29 galaxies), le groupe de NGC 4261 (13 galaxies), le groupe de M61 (32 galaxies), le groupe de NGC 4442 (13 galaxies), le groupe de NGC 4461 (9 galaxies), le groupe de M49 (127 galaxies, M49 = NGC 4472), le groupe de M87 (96 galaxies, M87 = NGC 4486), le groupe de M88 (44 galaxies, M88 = NGC 4501) et le groupe de NGC 4535 (14 galaxies). Ces dix groupes font partie de l'amas de la Vierge et ils renferment 387 galaxies. Certaines galaxies de la liste de Mahtessian ne figurent cependant dans aucun des groupes de Garcia et vice versa.